# Nivelul 1 PBIS
Nivelul 1 PBIS (nivelul universal) reprezintă așteptările, planificările și activitățile de tip PBIS care privesc întreaga școală. Ansamblul politicilor PBIS conține, în plus, nivelul 2 ('asistență pentru grupuri') și nivelul 3 ('asistență individualizată'), care privesc grupuri, respectiv persoane, cu un grad mai redus de responsivitate. 

## Context
Nivelul 1 reprezintă prima etapă în implementarea politicilor educative PBIS; acestea au ca principal scop îmbunătățirea comportamentului elevilor, în sensul creșterii performaței școlare și a siguranței; creării unui mediu școlar pozitiv, prin utilizarea de practici, strategii și prograeme bazate pe date și cercetări. Unii cercetători consideră că această abordare conduce la creșterea eficienței actului de predare. 
Istoric, aceste politici au apărut ca un răspuns (dintr-o perspectivă polar opusă) la politicile de tip toleranță-zero (care favorizează aplicarea unor practici disciplinare specifice bazate pe excludere – detenția la școală, suspendarea temporară, exmatricularea), care urmăresc să separe elevii-problemă de colegii lor. Politicile PBIS pun accentul pe prevenirea comportamentelor negative, înainte ca acestea să se producă, în vederea creșterii oportunităților de educare a tinerilor și prevenirii abandonului școlar. Implementarea politicilor educative PBIS necesită un efort de echipă și o ajustare continuă la cerințele specifice școlii.

## Trăsături de bază
Așteptările definite la acest nivel sunt predate de către toate cadrele didactice, în orice context al școlii. Un model des uzitat este ”Ai grijă, fii respectuos, fii responsabil” – dar și această aspect poate fi particularizată pentru specificul fiecărei școli. Modul în care aceste așteptări ce s-au definit se regăsesc în practică trebuie evaluat periodic, sistematic. În paralel cu așteptările definite, este necesară crearea unui sistem de recunoaștere și recompensare a comportamentelor pozitive dorite.
Principiile de bază la nivelul primar sunt :
1. toți elevii pot învăța la școală comportante pozitive
2. intervenție timpurie
3. model multi-nivel
4. intervenții și programe bazate pe probe
5. monitorizare frecventă și sistematică a comportamentelor elevilor
6. folosirea datelor din monitorizare în luarea deciziilor
7. folosirea evaluărilor pentru testarea, diagnoza și monitorizarea progresului

Aplicarea acestor principii oferă un caracter proactiv politicilor PBIS. În plus, PBIS facilitează dezvoltarea unui limbaj comun, a unor practici unitare și a unei implementări consecvente a așteptărilor privind comportamentul, la nivelul întregii școli.

## Implementare
Implementarea politicilor PBIS presupune măsuri în ceea ce privește : 
- structura internă a instituției (echipa de conducere PBIS; coordonarea; evaluarea);
- resurse alocate (finanțare; formare; aplicare asistată);
- colaborări externe (resurse media; susținere locală; cazuri-exemplu).

## Fidelitatea implementării - instrumente

Matricea așteptărilor PBIS - exemplu de așteptări pentru diferite locații cu potențiale probleme

Un factor de succes major pentru succesul politicilor educative PBIS îl reprezintă fidelitatea implementării, respectiv: gradul în care politicile educative efectiv implementate în școală sunt aliniate cu principiile PBIS.  Instrumentul primar prin care acest indicator este măsurat este Inventarul de fidelitate a implementării (IFI - în original SWPBIS Tiered Fidelity Inventory), al cărui scop este acela de a oferi o ”evaluare validă, de încredere și eficientă a gradului în care personalul școlii pune în practică aspectele fundamentale ale politicilor educative PBIS”..
La rândul său, Inventarul de fidelitate a implementării face trimitere la următoarele documente/instrumente specifice PBIS:
- Planul de acțiune pentru nivelul 1 PBIS
- Reguli privind deciziile bazate pe date
- Matricea așteptărilor
- Strategiile de management al clasei de tip PBIS
- Diagrama disciplinară
- Centralizator date per clasă
- Formular de autoevaluare
- Raport de monitorizare a progresului
- Fișa rolurilor membrilor echipei de conducere PBIS

## Cercetări conexe
Cercetările asupra implementării nivelului 1 PBIS au reliefat următoarele:
- formarea personalului școlii pentru aplicarea nivelului 1 nu este suficientă pentru aplicarea activă a acestuia în unitatea de învățământ, fiind deseori necesar un suport continuu din partea instituțiilor/structurilor ierarhice superioare (gen: inspectorat școlar județean, sau echivalent). Factorii de succes ai implementării nivelului 1 sunt: susținere din partea conducerii instituției (și a conducerii regionale); echipă de conducere PBIS motivată și activă; structură de date bine pusă la punct, inclusiv la nivel regional; continuitatea asistenței și formării specifice PBIS. Studiul a fost publicat în anul 2018 și a fost realizat la nivelul a 6 districte școlare din statul Florida, SUA, acoperind 361 de școli care au implementat activ politicile educative PBIS.[6]
- fidelitatea implementării este asociată cu creșterea abilităților sociale și performanțelor școlare a elevilor. Studiu a fost publicat în anul 2011 și s-a realizat pe un eșantion de 428 de școli din Illinois, SUA). [7]
- implementarea PBIS a dus la creșterea calității clasei (măsurată pe scala Classroom Assessment Scoring System) și a abilităților sociale (măsurate pe scala Social Skills Rating System). Studiul a fost publicat în anul 2016 și s-a realizat pe un eșantion de 10 clase, din cadrul a cinci școli.[8]